# بوريو جانكشن (إلينوي)
بوريو جانكشن (بالإنجليزية: Bureau Junction)‏ هي منطقة سكنية تقع في الولايات المتحدة في إلينوي. يقدر عدد سكانها بـ 322 نسمة .

## الموقع الجغرافي
الموقع الجغرافي للمناطق المحيطة بهذه النقطة هو كالتالي: